# 丹波市町
丹波市町（たんばいちちょう）は、1954年まで、奈良県山辺郡にあった町。現在の天理市中心部から東の山間部にかけての一帯にあたる。山辺郡の中心として郡役所の所在地でもあった。

## 歴史
- 1889年（明治22年）4月1日 - 町村制の施行により、滝本村、苣原村、上仁興村、下仁興村、藤井村、内馬場村、布留村、勾田村、川原城村、三島村、丹波市村、御経野村、田村、守目堂村、石上村、田部村、別所村、豊井村、豊田村、岩屋ヶ谷村が合併し、山辺村が成立。
- 1893年（明治26年）9月26日 - 町制施行し、丹波市町に改称。
- 1954年（昭和29年）4月1日 - 山辺郡朝和村、福住村、二階堂村、磯城郡柳本町、添上郡櫟本町と新設合併し、天理市が成立。同日丹波市町消滅。

## 町名の由来
1893年（明治26年）、山辺村から丹波市町に改称。丹波市は山辺村の大字である「丹波市」（旧丹波市村）にちなむ。古くは単に丹波と呼ばれ、その名の由来は「旧事紀」天孫本紀に物部布都久留の三男「物部多波連公（もののべのたはのむらじのきみ）」という人物が見られ、その住居があったことから（大和志料上）、あるいは丹波国から市神であるエビス神を勧請（現在の市座神社）したことにちなむともいう。中世以降、市場の発展により丹波市（たんばいち）と呼ばれるようになった。